# Мобільний браузер

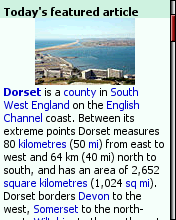
Мобільний оглядач Opera Mini 4 Basic

Мобільний браузер (mobile browser, також microbrowser або minibrowser) — вебоглядач, призначений для використання на  мобільних пристроях таких як мобільний телефон або  КПК. Мобільні браузери оптимізовані так, щоб показувати сторінку найбільш ефективно для маленьких екранів портативних пристроїв.
Зазвичай це браузери з сильно урізаною функціональністю, але з 2006 деякі з них можуть використовувати такі технології, як CSS 2.1, JavaScript і Ajax.
Більшість мобільних браузерів використовує рушій WebKit. Розробники Mozilla Corporation обіцяли найближчим часом випустити версію рушія Gecko і браузера Mozilla Firefox оптимізовану для мобільних пристроїв.

## Браузери за умовчанням

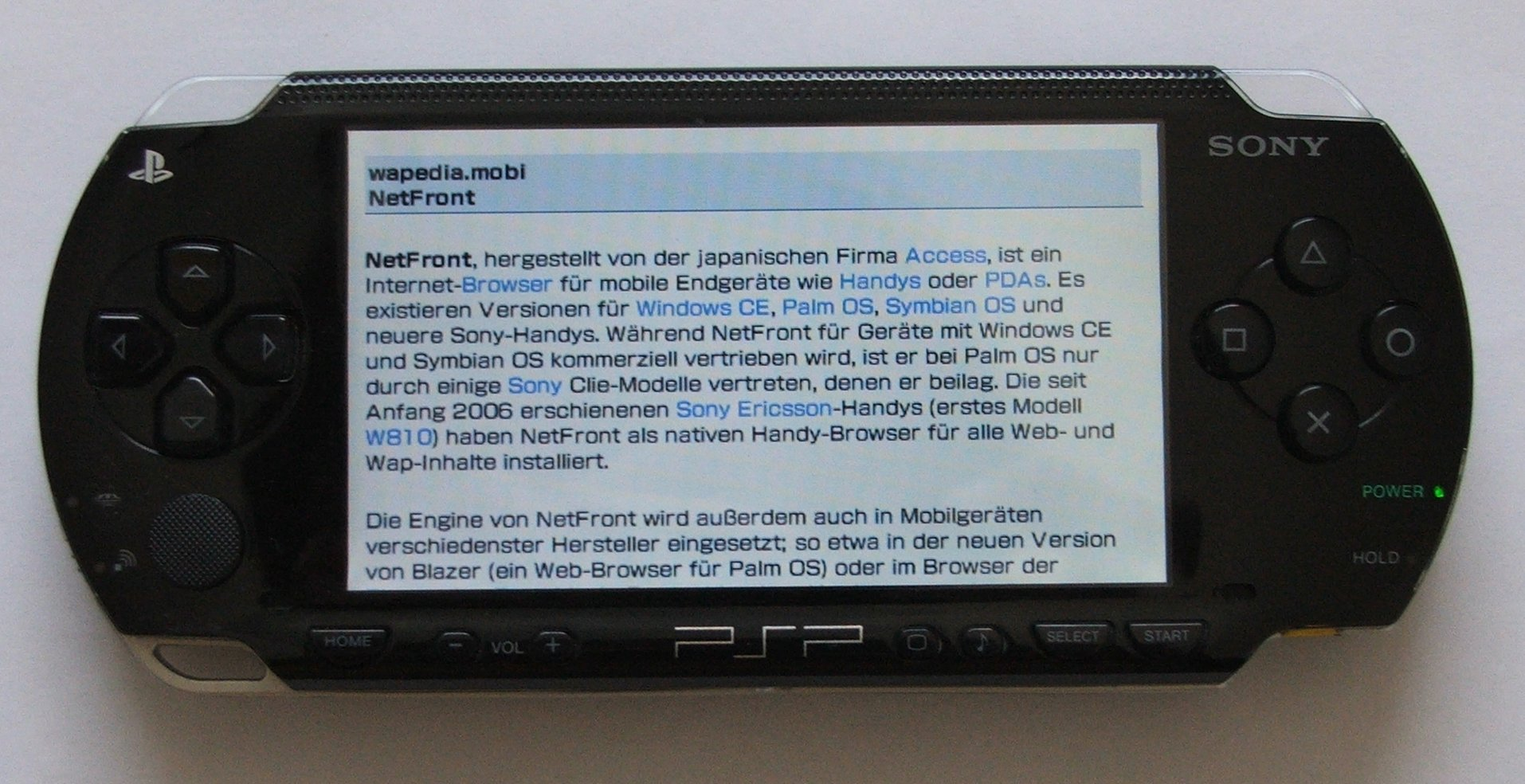
Браузер NetFront на PSP-1000.

- Windows Mobile і Windows CE: Internet Explorer Mobile (пропрієтарний)
- Nokia: Nokia Series 40 Browser (пропрієтарний) і Web Browser for S60 (на базі WebKit)
- Apple iPod Touch і iPhone: Safari (пропрієтарний, на базі WebKit)
- NetFront - мобільний браузер для вбудовуваних пристроїв і систем, що розроблявся японською компанією Access Co. Ltd.

## Встановлювані браузери
| Браузер                                               | Розробник(и)        | Рушій(ї)                              | Операційна система                                           | Ліцензія                                           | Примітки                                                                                       |
| ----------------------------------------------------- | ------------------- | ------------------------------------- | ------------------------------------------------------------ | -------------------------------------------------- | ---------------------------------------------------------------------------------------------- |
| Amigo [Архівовано 17 вересня 2017 у Wayback Machine.] | Mail.Ru Group       | WebKit                                | Windows                                                      |                                                    | Быстрый браузер для социальных сетей.                                                          |
| BOLT browser                                          | Bitstream Inc.      | WebKit                                | Java ME, BlackBerry                                          | Власницька                                         | Припинено в грудні 2011 р.                                                                     |
| Chrome                                                | Google              | WebKit, Blink                         | Android, iOS                                                 | Ліцензія BSD (source code and Chromium executable) |                                                                                                |
| UC Browser                                            | UC Mobile           | U3 (на основі Webkit)                 | S60, Java ME, Android, iOS, Windows Mobile, Bada             | Власницька                                         | Проксі-візуалізації в Java і Symbian. U3 двигун в Android.                                     |
| Classilla                                             | Cameron Kaiser      | Gecko                                 | Mac OS 8.6, Mac OS 9                                         | MPL/GPL/LGPL                                       |                                                                                                |
| Deepfish                                              | Microsoft           |                                       | Windows Mobile                                               | Власницька                                         | Проксі-візуалізації браузера (випуск припинений)                                               |
| Dolphin Browser                                       | MoboTap             | WebKit                                | Android, iOS                                                 |                                                    |                                                                                                |
| Firefox for mobile                                    | Mozilla Foundation  | Gecko                                 | Maemo, Android                                               | MPL                                                |                                                                                                |
| ibisBrowser                                           | ibis inc.           |                                       | Телефони з підтримкою Java, Windows Mobile                   |                                                    |                                                                                                |
| Links                                                 | Twibright Labs      |                                       | PlayStation Portable                                         | GPL                                                |                                                                                                |
| Mercury Browser                                       | iLegendSoft, Inc.   |                                       | Android, iOS                                                 |                                                    |                                                                                                |
| Minimo                                                | Mozilla Foundation  | Gecko                                 | Linux, Windows CE                                            | MPL/GPL/LGPL                                       |                                                                                                |
| NetFront                                              | ACCESS Co., Ltd.    | NetFront, WebKit                      | Linux, S60, BREW, Android, Windows Mobile, Інші              | Власницька                                         |                                                                                                |
| Opera Mini                                            | Opera Software      | Presto                                | Java ME, Android, Windows Mobile, iOS, BlackBerry, S60, Інші | Власницька                                         |                                                                                                |
| Opera Mobile                                          | Opera Software      | Presto, Blink                         | Android, Maemo, BREW, S60, Windows Mobile                    |                                                    | Починаючи з версії 14 на основі Chromium.                                                      |
| Pixo                                                  | Sun Microsystems    |                                       |                                                              |                                                    |                                                                                                |
| Skweezer                                              |                     |                                       |                                                              |                                                    |                                                                                                |
| Skyfire                                               | Skyfire Labs, Inc.  | WebKit (ver 2.x+), Gecko (версія 1.x) | Android, iOS                                                 |                                                    | Підтримує Flash і Ajax. Станом на 2010-12-31 більше не підтримує Symbian OS або Windows Mobile |
| Sleipnir                                              | Fenrir Inc          | WebKit                                | Android, iOS, Windows Mobile                                 |                                                    |                                                                                                |
| Steel                                                 |                     | WebKit                                | Android                                                      |                                                    | Припинено                                                                                      |
| Teashark                                              |                     |                                       | Java ME                                                      |                                                    |                                                                                                |
| Tristit                                               |                     |                                       | Телефони з підтримкою Java, BlackBerry                       |                                                    |                                                                                                |
| Vision Mobile Browser                                 | Novarra             |                                       | Java ME, BREW                                                | Власницька                                         |                                                                                                |
| WinWAP                                                | Winwap Technologies |                                       | Windows Mobile                                               | Власницька                                         |                                                                                                |
| Браузер                                               | Розробник(и)        | Рушій(ї)                              | Операційна система                                           | Ліцензія                                           | Примітки                                                                                       |